# Joachim Jeremias
Joachim Jeremias, né le 20 septembre 1900 à Dresde et mort le 6 septembre 1979 à Tübingen, est un théologien luthérien et universitaire allemand, célèbre spécialiste du Nouveau Testament et du Proche-Orient ancien.

## Biographie
Né à Dresde, il passe ses années de formation à Jérusalem, où son père, le Dr Friedrich Jeremias, est pasteur de l’Église luthérienne (à l’Erlöserkirche, c'est-à-dire l’église du Rédempteur). Il étudie ensuite la théologie protestante et les langues orientales à Tübingen et Leipzig.
À Leipzig, il obtient des doctorats en langues orientales et en théologie (1922-1923), suivi de son habilitation (1925). Il a pour maître le célèbre Gustaf Dalman. Après d'autres missions d'enseignement, il est nommé en 1935 à la chaire de Nouveau Testament à l'université de Göttingen, où il enseigne jusqu'à sa retraite en 1968. En 1976, Joachim Jeremias part de Goettingen pour Tübingen, où il mourra le 6 septembre 1979.

## Travaux académiques
Les recherches et publications de Joachim Jeremias couvrent un champ très large, allant de l'histoire et l’archéologie aux études littéraires et philologiques. Elles se centrent sur l’étude de la Bible hébraïque et des textes rabbiniques, pertinente pour une analyse critique du Nouveau Testament. Son but est de reconstituer l'environnement historique de Jésus dans toute sa complexité et de fournir une compréhension plus profonde de la vie et des enseignements de celui-ci.
La quête de Jérémias est ainsi marquée par ce souci de remonter, en deçà des textes, vers le personnage historique de Jésus, en qui le croyant découvre Dieu lui-même. « L'œuvre de Jérémias apparaît comme une quête de proximité avec l'événement premier, le moment premier de la foi chrétienne : la prédication de Jésus de Nazareth. » La foi apparaît ici comme en continuité directe avec l'histoire de Jésus de Nazareth. Cette perspective sera critiquée, notamment par le non moins fameux exégète allemand Ernst Käsemann.
Les travaux de Jeremias lui ont valu une reconnaissance nationale et internationale : admission au sein de l’Académie des sciences de Göttingen en 1948, doctorats honoris causa des universités de Leipzig, St Andrews (Écosse), Uppsala (Suède), et Oxford (Grande-Bretagne), membre de l'Académie royale néerlandaise des arts et des sciences et de la British Academy, président de la Studiorum Novi Testamenti Societas en 1955 et enfin, en 1970, membre honoraire de la Deutsche Verein zur Erforschung Palästinas (association allemande pour la recherche sur la Palestine).